# 930年
| 千纪： | 1千纪 |
| 世纪： | 9世纪 \| 10世纪 \| 11世纪 |
| 年代： | 900年代 \| 910年代 \| 920年代 \| 930年代 \| 940年代 \| 950年代 \| 960年代 |
| 年份： | 925年 \| 926年 \| 927年 \| 928年 \| 929年 \| 930年 \| 931年 \| 932年 \| 933年 \| 934年 \| 935年 |
| 纪年： | 庚寅年（虎年）；南吴大和二年；吴越宝正五年；于阗同慶十九年；契丹天显五年；南汉大有三年；后唐（闽、荆南、马楚）天成五年，长兴元年；东丹国甘露五年；大義寧兴圣二年；日本延長八年；后百济正开三十年；高丽天授十三年 |

## 大事记
- 中国
  - 马殷死，次子马希声继承楚国王位。
  - 割據原渤海國疆域的東丹王耶律倍南逃後唐，耶律德光統一契丹。
  - 南漢劉龑平定安南，生擒曲承美，佔領交趾地區，並派驍將梁克正、交州刺史李進駐守。
- 大義寧
  - 大义宁皇帝楊干貞被其弟楊詔所篡，改元大明。
- 日本
  - 清涼殿落雷事件中，多名公卿在宮殿裡被雷擊而暴斃。

## 逝世
- 10月23日——醍醐天皇，日本第60代天皇。（885年出生）
- 12月2日——马殷，五代十国时期楚国开国君王。